# Holebyranahalli, Bhadravati
Holebyranahalli là một làng thuộc tehsil Bhadravati, huyện Shimoga, bang Karnataka, Ấn Độ.